# 法尔肯贝格 (下巴伐利亚行政区)
法尔肯贝格（德語：Falkenberg，發音：[ˈfalkŋ̍ˌbɛʁk] ⓘ）是德国巴伐利亚州的市镇，属于下巴伐利亚行政区罗塔尔-因县。该市镇总面积为66.60平方千米，2023年12月31日总人口为3,958人。